# 꾸옌반민
꾸옌반민(베트남어: Quyền Văn Minh, 1954년 7월 11일 ~ )은 베트남 출신의 재즈 색소폰 연주자이다. 하노이에서 가장 알려진 음악인 중 한 명이다. 

## 삶
아버지는 기타와 색소폰을 연주했고, 어머니는 노래를 하는 음악인 가정에서 태어났다. 베트남 전쟁 당시 라디오에서 재즈를 접한 뒤부터 색소폰을 독학하기 시작하였다.